# Führersperrgebiet Obersalzberg
Das Führersperrgebiet Obersalzberg war ein Sperrgebiet in der Zeit des Nationalsozialismus in dem seinerzeit Salzberger (heute Berchtesgadener) Ortsteil Obersalzberg  zum Schutz von Adolf Hitlers Berghof und der Gebäude von weiteren NSDAP-Größen in der Nachbarschaft. Das Kehlsteinhaus gehörte ebenfalls zum Sperrgebiet. Das Führersperrgebiet Obersalzberg zählte zusammen mit der davon etwa acht Kilometer entfernten Reichskanzlei Dienststelle Berchtesgaden zu den Täterorten, an denen zahlreiche Verbrechen gegen die Menschlichkeit geplant und befohlen wurden.

## Zum Begriff
Der Begriff Führersperrgebiet wird in zahlreichen Artikeln und Buchveröffentlichungen u. a. des Instituts für Zeitgeschichte, das die wissenschaftliche und museumsfachliche Leitung der Dokumentation Obersalzberg innehat, durchgängig für das eindeutig bezeichnete und eingegrenzte Teilgebiet in Obersalzberg während der Zeit von 1933 bis 1945 genutzt.

## Einteilung
Das Sperrgebiet untergliederte sich in drei Bezirke:
- Bezirk   I: Inneres Führergebiet
- Bezirk  II: Sperrgebiet
- Bezirk III: Kehlsteingebiet

Der Bezirk I umfasste ab 1933 im Wesentlichen den Berghof und ein Nebengebäude. Er war durch drei Tore vom Bezirk II aus zugänglich. Bei Anwesenheit Hitlers wurden die Tore durch das SS-Begleitkommando bewacht, das gemeinsam mit dem RSD auch den Streifendienst übernahm. Ansonsten ersetzte die normale SS das Begleitkommando.
Der Bezirk II umschloss ab 1935/36 den Bezirk I und verfügte ebenfalls über 3 Tore nach außen; er umfasste das Gebiet der früheren Ortschaft in Obersalzberg unter anderem mit Haus Bormann. Hier versah an der Hauptzufahrt aus Richtung Berchtesgaden bei Anwesenheit des Führers ein Beamter des RSD die Kontrolle, ansonsten wie an den anderen Toren Arbeiterposten.
Das Kehlsteingebiet bildete ab 1939 den Bezirk III. Er war durch ein Tor vom Bezirk II aus erreichbar, dieses wurde durch einen Arbeiterposten besetzt.

## Geschichte

Pension Moritz um 1900

1923 kam Adolf Hitler unter dem Decknamen „Wolf“ erstmals nach Obersalzberg, um Dietrich Eckart im von Bruno Büchner geführten Gebirgskurhaus Obersalzberg (vormals Pension Moritz, später Pension bzw. Volkshotel Platterhof) zu besuchen. Eckart wurde damals wegen Beleidigung des Reichspräsidenten mit Haftbefehl gesucht. Nachdem er trotz seines Putschversuchs bereits nach sechs Monaten vorzeitig aus der Haft im Dezember 1924 entlassen worden war, diktierte Hitler Max Amann im Sommer 1925 den zweiten Teil von Mein Kampf u. a. in einer zum Gebirgskurhaus Obersalzberg gehörenden Holzhütte, die später von seinen Anhängern zum Kampfhäusl verklärt wurde. 1928 mietete Hitler in Obersalzberg das Haus Wachenfeld, in das seine Halbschwester Angela Raubal und deren Tochter Geli einzogen. War Obersalzberg bis dahin nur ein wiederholt aufgesuchtes Feriendomizil für Hitler, kaufte er schließlich im Sommer 1933 das Haus Wachenfeld von Margarete Winter-Wachenfeld und ließ bis Mitte 1936 das Anwesen in zwei Bauabschnitten zur repräsentativen Residenz Berghof umbauen. Später zeigte er sich vor dem Haus samt idyllischer Bergkulisse ausgewählten Besuchergruppen und nutzte das für medienwirksame Inszenierungen „als volksnaher Politiker, Kinder- und Naturfreund, guter Nachbar, großer Staatsmann und einsamer Visionär“.

### Aufkäufe und Enteignungen

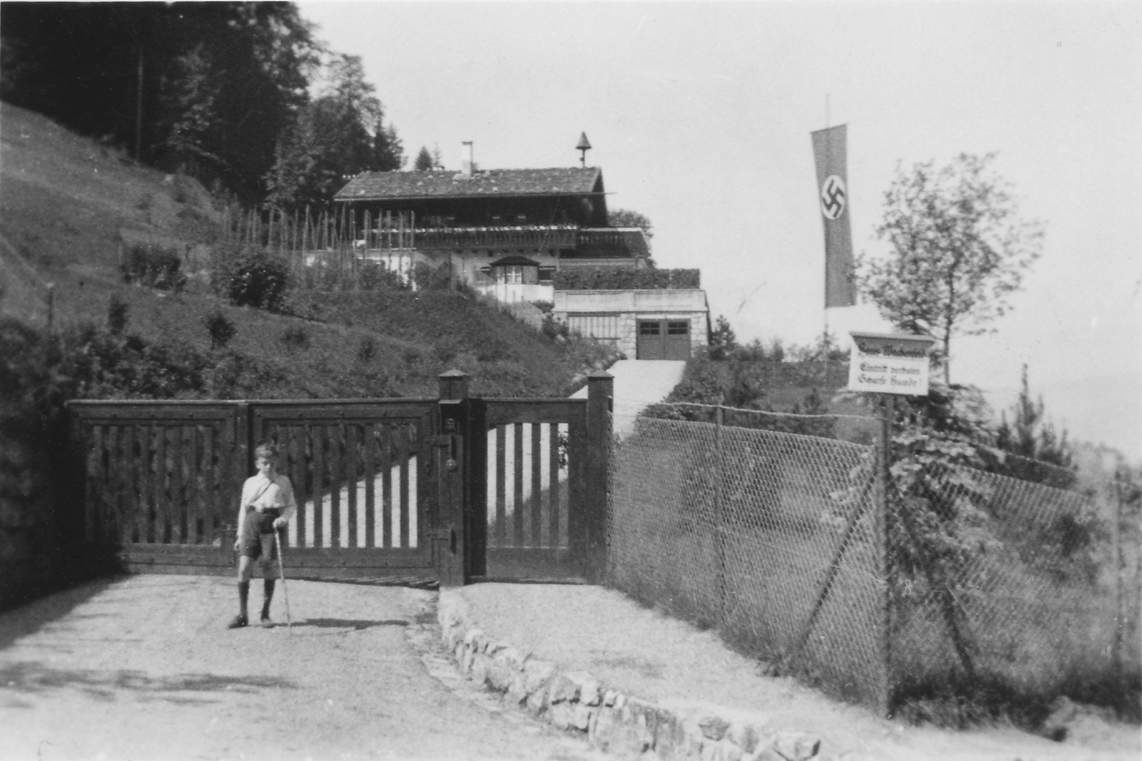
Berghof, 1934

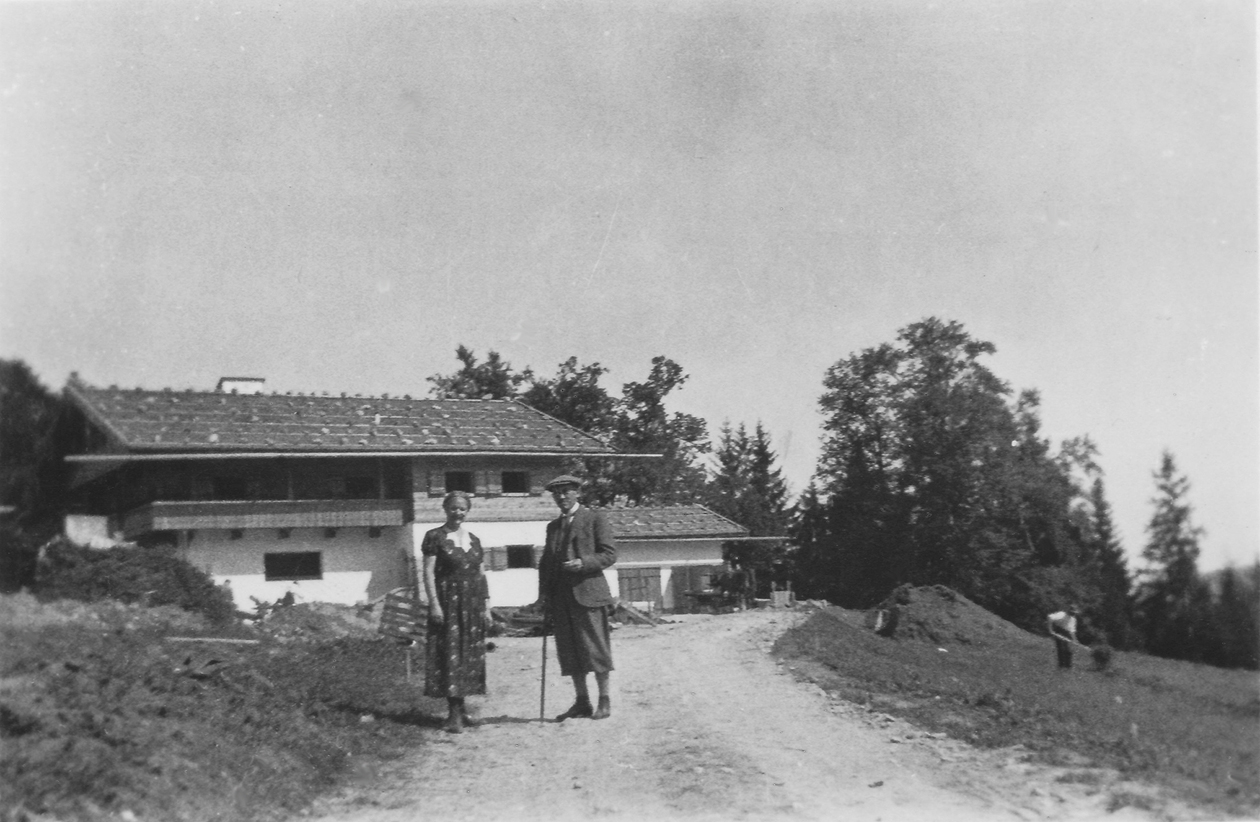
Haus Göring im Bau, Obersalzberg 1934

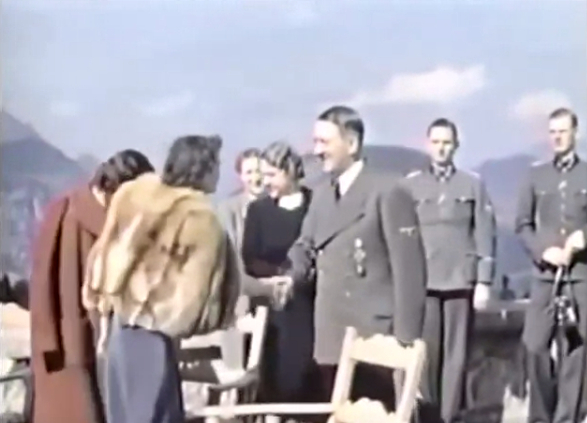
Standbild aus Eva Brauns privaten Filmaufnahmen: Adolf Hitler begrüßt Gäste am Berghof

Nach der Machtübernahme der Nationalsozialisten in Deutschland erfuhr Obersalzberg die größten baulichen Veränderungen seiner Geschichte.
Der Berghof, Hitlers Wohnsitz und Kern des Sperrgebietes, anfangs noch ein schlichtes Haus im Stil einer Sommerfrische, entwickelte sich bis 1945 durch mehrere Umbauten nach Plänen des Architekten Alois Degano und des Diktators selbst zu einem Repräsentationsgebäude. Das Zentrum des Gebäudes bildete der Konferenzraum mit einem versenkbaren Panoramafenster, das den Blick auf den Untersberg freigab.
Um den Berghof gruppierten sich die Häuser der NSDAP-Politiker Martin Bormann, Hermann Göring und Albert Speer sowie Gästehaus, SS-Kaserne, Gutshof mit Gewächshaus und unterirdische Bunker. Beim Aufkauf unter der Leitung des Reichsleiters und Sekretärs Hitlers, Martin Bormann, wurden den Vorbesitzern zuerst Preise über dem Verkehrswert angeboten. Wenn sie nicht verkaufen wollten, wurden sie unter Druck zum Verkauf ihrer Grundstücke gezwungen. Der Fotograf Hans Brandner, der mit dem angebotenen Preis für sein Grundstück nicht zufrieden war, wurde noch in derselben Nacht für zwei Jahre in das Konzentrationslager Dachau verbracht. Insgesamt wurde Land von 57 Grundbesitzern, hauptsächlich Bergbauern mit ihren alten Lehen, angekauft oder enteignet. Der Großteil der vorhandenen Bebauung wurde abgetragen, der Charakter des Ortes völlig verändert.
In der Grundsubstanz verblieben das Hotel Zum Türken, das zum Quartier des Sicherheitsdienstes ausgebaut wurde, sowie Teile der von Mauritia Mayer begründeten Pension Moritz, die vom früheren Luftfahrtpionier Bruno Büchner zum Platterhof erweitert wurde, und deren Dependance, das Gästehaus Hoher Göll.
Auf eine Anregung Hitlers hin ließ Bormann auf dem Bergrücken des Kehlsteins das heute alljährlich von ca. 500.000 Besuchern frequentierte Kehlsteinhaus errichten. Hitler besuchte es jedoch nur etwa zehn Mal, da ihm die Ausflüge dorthin zu riskant gewesen sein sollen.
Die massiven Luftangriffe der alliierten Streitkräfte auf große Teile Deutschlands veranlassten die NSDAP in der Folge zu einem verstärkten Ausbau der Luftschutzanlagen in Obersalzberg und es entstand ein tief im Fels gelegenes, weit verzweigtes Bunkersystem.

### Regierungsgeschäfte und Repräsentation

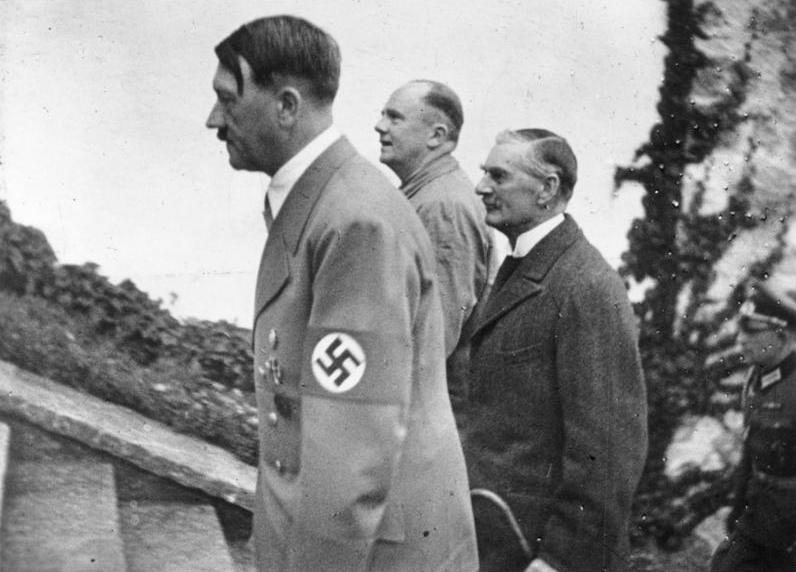
Hitler empfängt Chamberlain, Vorbereitung des Münchener Abkommens

Häufig hielt sich Hitler mehrere Monate im Jahr in Obersalzberg auf und führte von dort aus auch die Regierungsgeschäfte. Wenige Kilometer von Obersalzberg entfernt, wurde im Bischofswiesener Ortsteil Stanggaß 1937 hierfür auch die Reichskanzlei Dienststelle Berchtesgaden als zweiter Regierungssitz eingerichtet. Insgesamt verbrachte Hitler nahezu ein Drittel seiner Regierungszeit dort, also zusammengerechnet fast vier Jahre.
Hitler hat hier „über 125 Gesetze, Führererlasse und Verordnungen ausgefertigt und eine Reihe von Staatsverträgen ratifiziert“. Als Reichskanzler empfing er auch Staatsgäste auf dem Berghof, zum Beispiel David Lloyd George (ehemaliger britischer Premierminister), Marques de Magaz (spanischer Botschafter), Arthur Neville Chamberlain (britischer Premierminister), André François-Poncet (französischer Botschafter), König Carol II. von Rumänien und Ante Pavelić (Führer des deutschen Vasallenstaates Kroatien, 1941–1944).
Am 12. Februar 1938 kam es in Obersalzberg zum Zusammentreffen zwischen Hitler und dem österreichischen Bundeskanzler Kurt Schuschnigg, dem unter der Drohung eines Einmarschs mehrere Forderungen gestellt wurden. Das dabei ausgehandelte Berchtesgadener Abkommen war der erste Schritt zum Anschluss Österreichs an das Deutsche Reich einen Monat später.
Es galt als besondere Auszeichnung für deutsche Politiker und Parteimitglieder, von Hitler in Obersalzberg im „privaten Rahmen“ empfangen zu werden. Hitler umgab sich hier mit einem Kreis aus Adjutanten, deren Frauen, Kindern und alten Parteifreunden. Eva Braun, die inoffizielle Hausherrin, lud oft Verwandte und Freunde auf den „Berg“ ein, häufig auch, wenn Hitler sich in Berlin, München oder während des Krieges im Führerhauptquartier Wolfsschanze aufhielt.

### Zerstörung
Der US-amerikanische General Dwight D. Eisenhower, der Oberkommandierende der Alliierten, gab seine Pläne zur Eroberung der Reichshauptstadt Berlin auf, da er befürchtete, die SS und andere Elitetruppen könnten sich in der vermuteten Alpenfestung verschanzen. So ließ er seine Truppen nach Süden schwenken, um deutschen Truppen den Rückzug in die tatsächlich nicht vorhandene Alpenfestung abzuschneiden.
Am 25. April 1945 warfen Lancaster-Bomber der Royal Air Force fast 1300 Bomben über Obersalzberg ab, während das im Tal liegende Berchtesgaden davon nahezu vollständig verschont blieb. Nach diesem Angriff waren – bis auf das Kehlsteinhaus – sämtliche Gebäude des Führersperrgebiets in Obersalzberg beschädigt. Abziehende SS-Wach-Truppen setzten sie in Brand, was jedoch weder Besatzer noch die einheimische Bevölkerung von Plünderungen in den Gebäuden abhielt.

### Nachkriegszeit – die US-Amerikaner in Obersalzberg

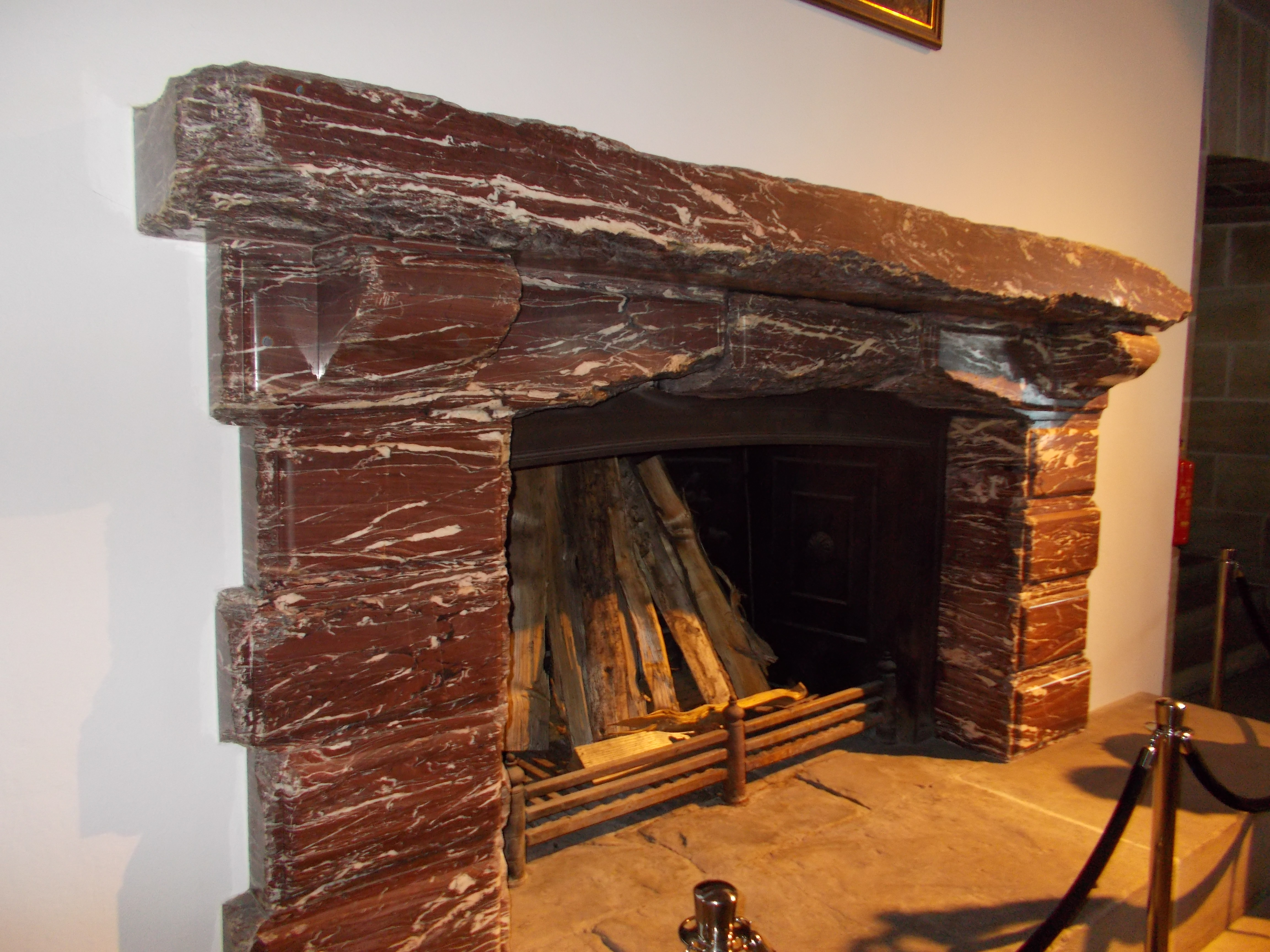
Offener Kamin im Kehlsteinhaus – mit abgeschlagenen Kanten durch Souvenirjäger unter den US-Soldaten

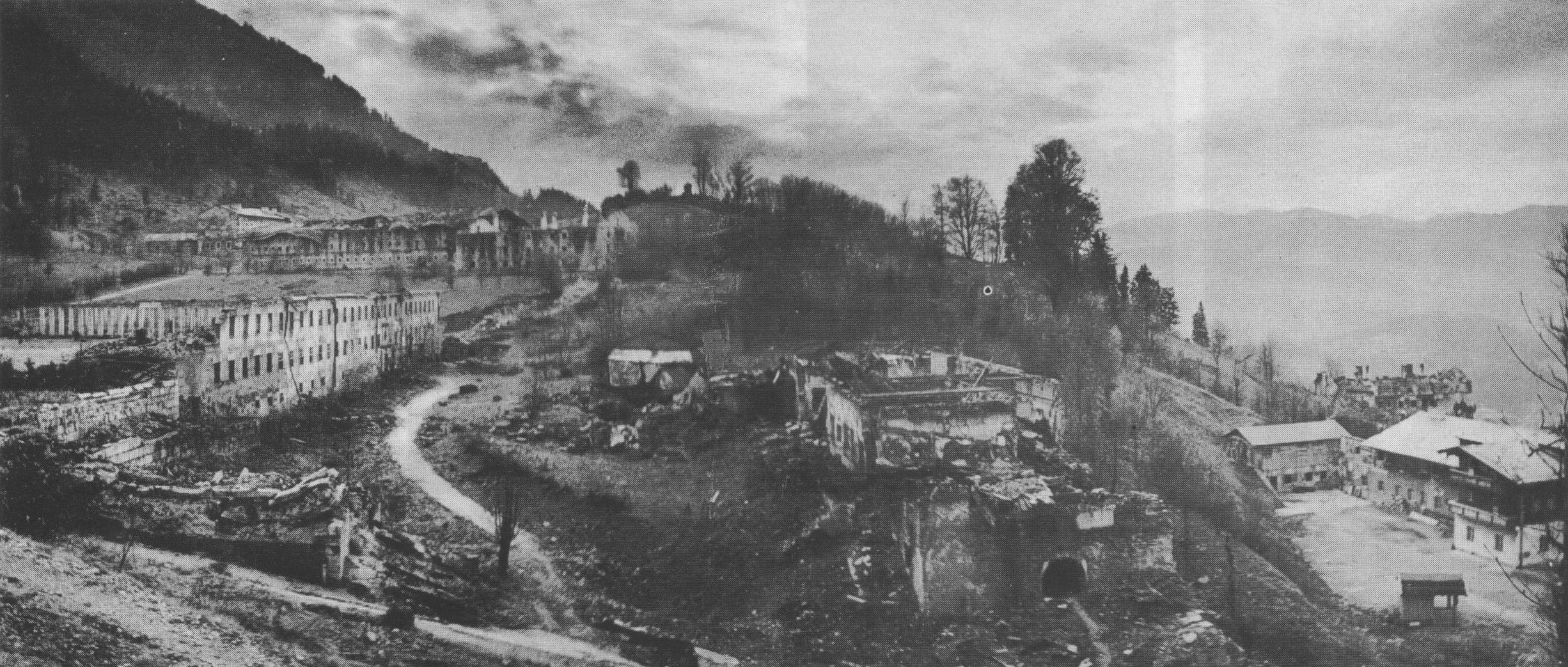
Zustand des Führersperrgebiets im Jahr 1951

Obersalzberg wurde nach der kampflosen Übergabe des Landkreises Berchtesgaden durch Landrat Karl Theodor Jacob von einem Verband aus US-Truppen und einigen Franzosen am 4. Mai 1945 besetzt. Mit der Übergabe betraute Jacob den Chef der Arbeitsgemeinschaft der Bauunternehmen in Obersalzberg, den Ingenieur Georg Grethlein. Dieser wurde zusammen mit seinem Fahrer am Folgetag von betrunkenen französischen Soldaten erschossen, als er über die Zukunft seiner Belegschaft verhandeln wollte. Aus Berchtesgaden zu Hilfe gerufene US-Truppen stellten die Ordnung wieder her. Die Schallplattensammlung Adolf Hitlers gelangte in das amerikanische Nationalarchiv. Um Plünderungen ein Ende zu bereiten, verhängte die US-Militärverwaltung bis 1949 ein Zugangsverbot zum ehemaligen Sperrgebiet. Die NSDAP-Grundstücke gingen 1947 offiziell in das Eigentum des Freistaates Bayern über, jedoch nutzten die Amerikaner einen Großteil der Gebäude in Obersalzberg weiterhin.
Nach dem Krieg gab es Bestrebungen der ehemaligen Salzberger, in ihre alte Heimat zurückzukehren; es kam aber nicht zum Wiederaufbau der Ortschaft in Obersalzberg. Nur das Hotel zum Türken wurde an die ehemaligen Besitzer zurückgegeben.
Verschiedene Gebäude wurden nach dem Krieg für die US-Streitkräfte instand gesetzt, wie der Platterhof (Hotel General Walker), das Atelier Speer (Evergreen Lodge) und der ehemalige Gutshof; sie dienten der US Army als Erholungszentrum. Die anderen Gebäude, wie der Berghof, die SS-Kaserne sowie die Wohngebäude von Göring und Bormann, wurden, um jeglichen Kult zu verhindern, 1952 abgetragen oder gesprengt. Die Stelle des Berghofes ist heute bewaldet; Stützmauern sind noch erhalten, ebenso die von 1943 bis 1945 errichtete Bunkeranlage.
Im Zuge der Gebietsreform wurde die selbständige Gemeinde Salzberg, zu der auch Obersalzberg gehörte, am 1. Januar 1972 nach Berchtesgaden eingemeindet.

### Neue Nutzung nach 1996

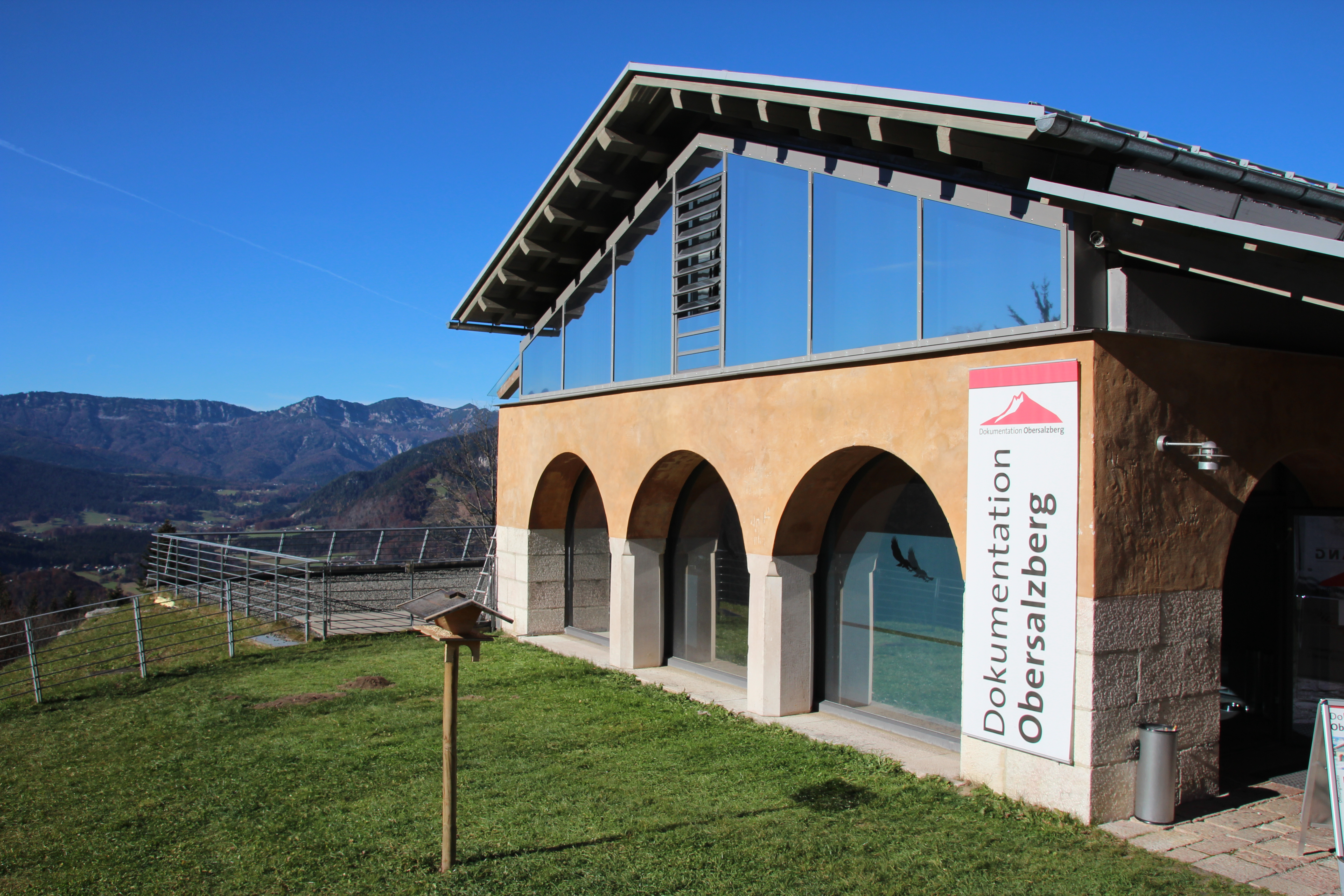
Dokumentation Obersalzberg

Mit Abzug der amerikanischen Streitkräfte und der damit verbundenen Auflösung des Armed Forces Recreation Centers in Berchtesgaden ging 1996 auch die Nutzung der ehemals dort vereinnahmten NSDAP-Liegenschaften an den Freistaat Bayern über. Nach Maßgabe des Zweisäulenkonzepts des Finanzministers Kurt Faltlhauser hat die bayerische Staatsregierung daraufhin beschlossen, auf diesem Areal ein Hotel der Luxusklasse sowie ein Zentrum zur Dokumentation der während der Naziherrschaft begangenen Gräuel zu errichten, um das Entstehen einer Pilgerstätte für Rechtsextreme zu verhindern und einen Gegenpart zur „kommerziellen Ausbeutung“ des Standorts einzurichten.
1999 wurde die Dokumentation Obersalzberg, 2005 das Luxushotel InterContinental Berchtesgaden Resort (heute Kempinski Hotel Berchtesgaden) eröffnet.

### Abtragung von Teilen des historischen Wegenetzes
2009 wurden Pläne der Bayerischen Staatsforsten bekannt, wonach das historische, mit Schwarzdecken versehene Wegenetz in Obersalzberg den Anforderungen der Forstwirtschaft angepasst und durch auch für 40 Tonnen schwere Transportmaschinen tragfähige Schotterwege ersetzt werden soll. Dies stößt u. a. auf Widerspruch des SPD-Ortsvereins Bischofswiesen, der die Bausubstanz aus der Nazi-Zeit nach Maßgabe des Denkmalschutzes für schützenswert hält und deshalb weniger radikale Lösungen anstrebt, die nur noch die Nutzung leichterer Transportmaschinen auf dann neu mit modernem Asphalt versiegelten Abschnitten vorsehen. Besonders hebt die SPD aber die touristische Bedeutung der familien- und behindertengerechten Wege hervor, die gerne von Radfahrern und Wanderern genutzt werden. Das Obersalzberg-Institut plädiert dafür, dass der „Ensemblecharakter des Kehlsteinhauses mit der historischen Fahrstraße und das zugehörige Wegenetz wegen ihrer politischen Bedeutung als Ort der nationalsozialistischen Machtentfaltung erhalten werden“ solle.
Nachdem 2009 die bayerischen Staatsforsten ihr Vorhaben aufgrund der Denkmalschutzeinwände hatten stoppen müssen, wurde im Mai 2010 bekannt, dass sie lediglich in Absprache mit dem Landratsamt Berchtesgadener Land damit begonnen hatten, in einigen Teilabschnitten den von ihr nunmehr als „giftig“ bezeichneten Teer abzutragen, weil er Schadstoffgrenzen um ein Siebenfaches überschreite. Nach Ansicht des Landratsamtes handelte es sich bei diesen Abschnitten zudem nicht um Denkmäler im Sinne des Bayerischen Denkmalgesetzes. Als Schadstoff im Teer werden Januar 2017 polyzyklische aromatische Kohlenwasserstoffe (PAK), die als krebserregend gelten, genannt. Detailplanungen sollten noch bis Frühjahr 2017 dauern.